# Hugo Gunckel

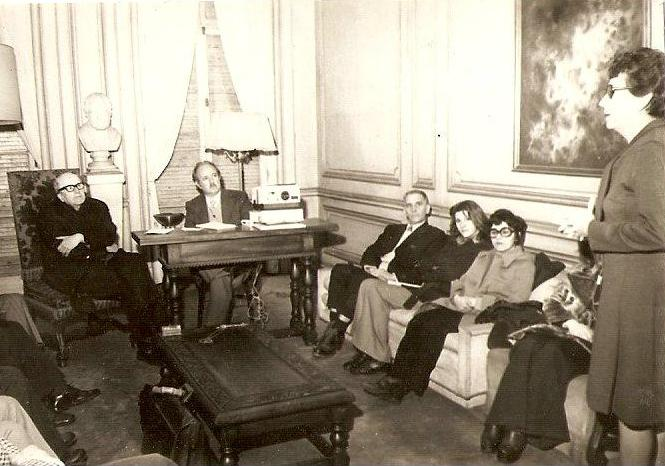
Gunckel, Niemeyer y otros escuchando una charla de L.E.Navas, en Historia y Geografía

Hugo Gunckel Lüer (Valdivia, 10 de agosto de 1901-Santiago, 17 de julio de 1997) fue un farmacéutico, botánico y profesor universitario chileno.

## Biografía
Sus estudios primarios y secundarios los realizó en el Colegio Alemán Carlos Anwandter y en el liceo de Hombres de esa ciudad, ingresando en 1921 a la Universidad de Concepción, donde se graduó de farmacéutico.
Como ayudante de botánica del profesor Alcibíades Santa Cruz, demostró su cariño por la naturaleza, estimulado por sus padres que le procuran a menudo contacto con ella a través de excursiones que le permitían observar la naturaleza, las plantas, su desarrollo. Más tarde el estudio de la flora, sus propiedades y condiciones de vida, se transforma en la pasión de la vida de Hugo Gunckel.
Recién recibido ejerció como profesional en Talca, en la botica de Guillermo Kuschel, destacado dirigente gremial e industrial, uno de los socios fundadores del Laboratorio Geka. Luego volvió a Valdivia para desempeñarse como farmacéutico jefe de la IV Zona de Ferrocarriles, cargo que fue posteriormente suprimido.
Gunckel emigra a Corral, donde instala una botica, pero la naturaleza casi virgen que rodea ese puerto, sus bosques, sus helechos, sus hierbas, lo llevan a convertirse en coleccionista de plantas de la zona, en 1940 se traslada a Temuco, donde asume como director del Museo Araucano(hoy Museo Regional de la Araucanía). En 1943 fue elegido como primer presidente del Consejo Regional en Temuco del Colegio de Farmacéuticos de Chile, que encabeza Víctor M. Cereceda. 
En 1946 fue nombrado presidente de la Escuela de Ingenieros Forestales, el primer establecimiento de esta especialidad creado en Chile, pero siguió estudiando y escribiendo artículos para el diario Austral de Temuco, otros periódicos de la región y en revistas científicas. 
Miembro fundador de la Academia de Ciencias Naturales, de la cual sería más tarde su presidente por doce años, publica por dos décadas trabajos en su revista. Con Hans Niemeyer editan la " Revista Universitaria-Universidad Católica" o "Anales de la Academia de Ciencias Naturales".
El 1 de mayo de 1950 se trasladó a Santiago para ocupar la cátedra de botánica en la Facultad de Farmacia, que dirigía el profesor Juan Ibáñez, que prestaba también funciones en la Unesco, lo que lo obligaba a viajar frecuentemente. Así Hugo Gunckel pasa a reemplazarlo en propiedad. Su misión era la formación del Herbario de "Escuela de Química y Farmacia". Paralelamente Gunckel imparte clases en el Instituto Pedagógico de la Universidad de Chile, hoy Universidad Metropolitana de Ciencias de la Educación, las que mantiene hasta su jubilación en 1968. La revista "Academia" de ese plantel ha publicado algunos de sus trabajos relacionados con botánica e historia (Gunckel 1982). Todo ello le permite constituirse en Miembro honorario de la Sociedad Chilena de Historia y Geografía y miembro de la Academia Chilena de la Lengua, correspondiente de la Real Academia de España.
Hugo Gunckel no solo se distinguió como científico o farmacéutico. Fue fundador y subdirector de la Tercera Compañía de Bomberos de Corral y alcalde de esa comuna.

## Obras

### Libros
- "Helechos de Chile" Monografías Anexos de los Anales de la Universidad de Chile, 245 pp.
- "Bibliografía Moliniana" Fondo Andrés Bello, 166 pp.

### Artículos
- Dr. Rodolfo Armando Philippi. Excursión botánica a la Araucanía efectuada en 1889 Farmacia Chilena 26 (9): 387-396, 26 (10): 435-451) traducción de Gunckel H. (1952): Philippi, R.A. 1896. Botanische Excursion in das Araukanerland. Ber. Vereins Naturk. Cassel 41:1-31. http://www.chlorischile.cl/phlippiarauco/philippiarauco.htm
- Gunckel, H. 1950. Breve historia del antiguo jardín botánico de la Quinta Normal de Santiago de Chile. Farm. Chilena 24(12): 537-542.  Disponible en http://www.chlorischile.cl/Notabreve/jbotanicophil.htm
- Gunckel H. (1948). La floración de la quila y el coligüe en la Araucanía. Ciencia e Investigación 4: 91-95.
- Gunckel H. (1953). Plantas chilenas estudiadas por Linneo. Revista Universitaria (Chile) 38: 67-76
- Gunckel, H. (1959). Nombres indígenas relacionados con la flora chilena. Facultad de Química y Farmacia, Universidad de Chile, Santiago de Chile.
- Gunckel H (1960) Plantas medicinales chilenas según el saggio sulla historia naturale del Chili publicado por el abate J. I. Molina en 1782. Anales chilenos de historia de la medicina 2(2):65-86.
- Gunckel H. (1963). Se forma una nueva vegetación hidrófila a orillas del río Valdivia, a raíz del terremoto Boletín de la Univerdad de Chile 37:32-35
- Gunckel H. (1967). Fitonimia atacameña, especialmente cunza. Anales de la Academia Chilena de Ciencias Naturales 52: 1 – 81
- Gunckel H. (1971). Las primeras plantas herborizadas en Chile en 1690 Anales del Instituto de la Patagonia. 2 (1-2): 135-141 Disponible en chlorischile:Las Primeras plantas herborizadas en Chile en 1690
- Gunckel H. (1979). Vocablos populares técnicos relacionados con la industria del alerce Noticiario Mensual del Museo Nacional de Historia Natural 274-275
- Gunckel H. (1972). Plantas chilenas descritas como nuevos por Juan Ignacio Molina y sus concordancias con la nomenclatura botánica actual. Noticiario Mensual del Museo Nacional de Historia Natural, Año 17 (N° 197):3-11. Disponible en http://www.chlorischile.cl/molinaxgunckel/molxgunckel.htm
- Gunckel H. (1980). Plantas mágicas mapuche. Terra Ameriga 41:73-75.
- Gunckel, H. 1982. Significado de nombres genéricos de algunas plantas de la flora chilena. Academia N° 4. Academia Superior de Ciencias Pedagógicas. 157-180. Disponible en http://www.chlorischile.cl/gunckelnombres/gunckel1.htm

Munizaga, C. y H. Gunckel (1958). Notas etnobotánicas del pueblo atacameño de Socaire, o etnobotánica de Socaire. Publicaciones del Centro de Estudios Antropológicos 5: 9-40 Memoria Chilena

### De Prensa
Fuentes documentales del abate Molina para redactar la parte botánica de su Ensayo sobre la Historia Natural de Chile La Mañana 1967 Archivado el 6 de octubre de 2022 en Wayback Machine. p.3

## Eponimia
Pteridófitos
- Dicranopteris squamulosa (Desv.) Looser  var gunckeliana Looser (=Gleichenia squamulosa (Desv.) T.Moore var.gunckeliana (Looser) Duek)

Spermatophyta
- (Asteraceae) Senecio gunckelii Cabrera[2][3]
- (Poaceae) Anthoxanthum gunckelii (Parodi) Veldkamp[4]
- (Poaceae) Bromus gunckelii Matthei[5][6]
- (Poaceae) Hierochloë gunckelii Parodi[7][8]